# Henri Cosquer
Henri Cosquer, né le 4 février 1950 à Martigues, est un plongeur professionnel français. Il est connu comme découvreur de la grotte Cosquer, entre 1985 et 1991, dans les calanques de Marseille, comportant des centaines de peintures et gravures préhistoriques (-27 000 et -19 000 ans), représentant notamment les animaux de l'époque.

## Biographie
Son père est officier mécanicien sur le croiseur français Algérie, sabordé en 1942 à l'arrivée des nazis à Toulon ; il se reconvertit ensuite dans le secteur de la pétrochimie. Henri Cosquer est le dernier enfant d'une fratrie de sept. Il grandit à Martigues, commence à nager à l'âge de quatre ans et à plonger à douze. Après son service militaire, il travaille dans la pétrochimie à Martigues.
En 1985, alors qu'il dirige le club de plongée de Cassis et se passionne pour les trésors sous-marins, il fouille les calanques de Marseille et découvre avec sa nièce Sandrine et deux amis, Yann Gogan et Pascale Oriol, la grotte qui porte depuis son nom,. Le 9 juillet 1991, ils découvrent une peinture rupestre, une main négative, et identifient la grotte comme une grotte ornée paléolithique.

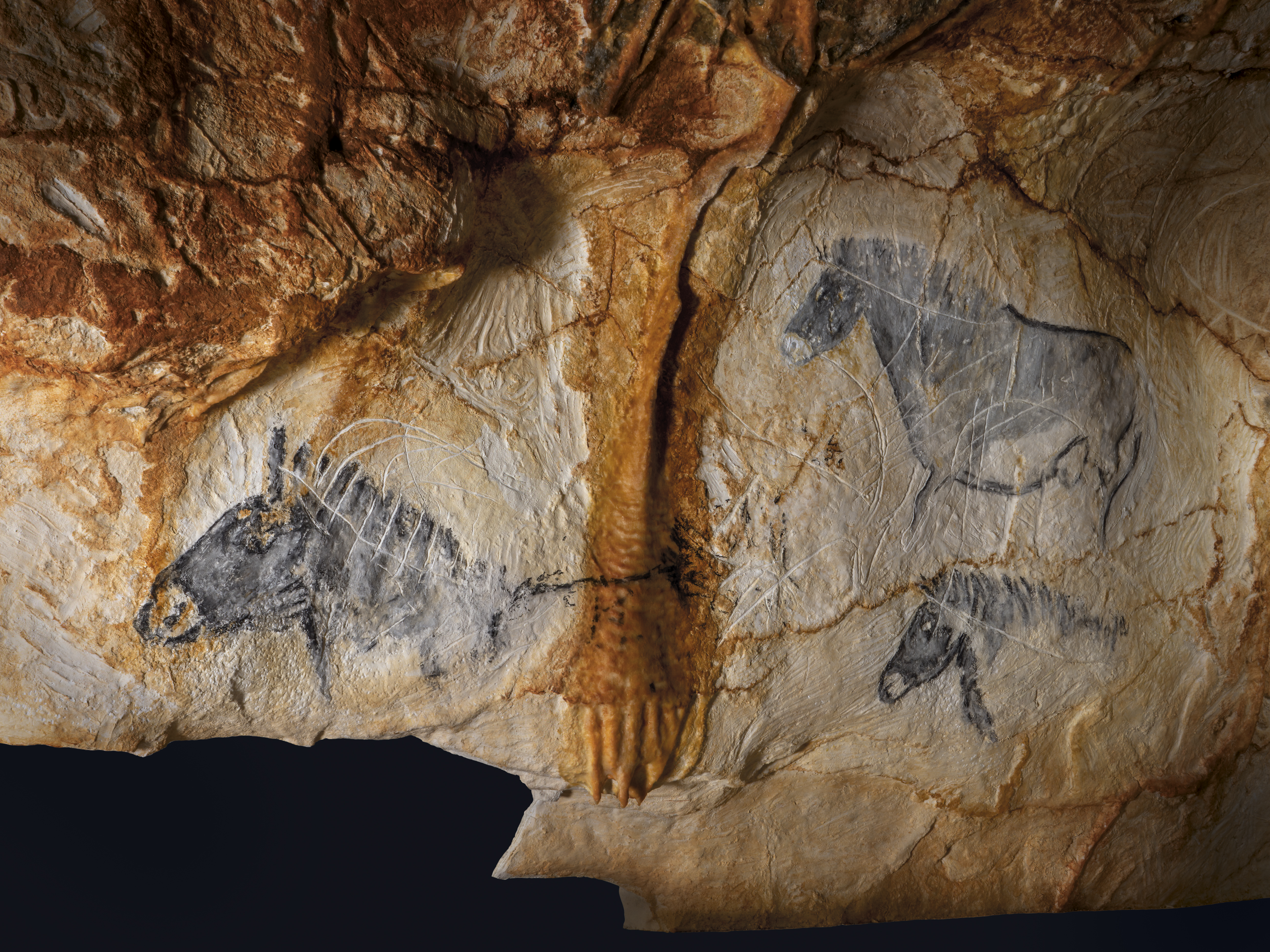
Réplique du panneau des chevaux à Cosquer Méditerranée, 2022.

Le 1er septembre 1991, deux mois après la découverte, survient un triple accident mortel dans la grotte. Trois plongeurs grenoblois ne retrouvent pas la sortie du boyau d'accès (175 m). Henri Cosquer et Yann Gogan participent à la récupération des corps des trois victimes dans le boyau. Deux jours plus tard,  le 3 septembre 1991, Henri Cosquer déclare la grotte au Quartier des affaires maritimes de Marseille, avec un avocat.
Il cherche à se faire indemniser pour sa découverte, comme le lui permet le droit français sur l'archéologie préventive,. Le 15 mars 2017, Henri Cosquer dépose le nom de « grotte Cosquer » à Institut national de la propriété industrielle (INPI). En 2018, la région Provence-Alpes-Côte d'Azur lui rachète le nom pour 25 000 euros. Le découvreur obtient de toucher dix centimes (hors taxe) pendant vingt ans sur chaque entrée dans la réplique, Cosquer Méditerranée. Elle est ouverte au public le 4 juin 2022.

## Ouvrages
- La Grotte Cosquer : Plongée dans la Préhistoire, éd. Solar, 1992.